# Balthasar Grangier de Liverdis
Pour les articles homonymes, voir Grangier.
 Balthasar Grangier de Liverdis, mort le 2 février 1679,  est un prélat français du  XVIIe siècle.

## Biographie
Balthasar Grangier est issu d'une famille installée aux XVIe et XVIIe siècles à Paris, où elle occupa des charges au Parlement. Il est le fils de Timoléon Grangier, seigneur de Liverdy, en Brie, conseiller puis président en la troisième chambre des enquêtes du Parlement de Paris, et d'Anne de Refuge. 
On sait peu de chose sur sa formation mais il est titulaire d'une licence en droit canon obtenue sans doute à l'université de Paris. Il étudie ensuite la théologie avec Jacques Lescot en compagnie de Barthélemy d'Elbène, évêque d'Agen.
Aumônier du roi pendant une brève période pendant la décennie 1620, il est pourvu en commende comme prieur commendataire de Saint-Martin-de-Selle dans le diocèse de Périgueux et abbé commendataire de Saint-Barthélemy de Noyon. Sous diacre avant 1639, il est ordonné prêtre vers 1639/1640. 
Doyen du chapitre de Lisieux en 1639 par le patronage de Philippe Cospéan, grâce à qui il attire l'attention des cercles de Dévots, il lui doit surement sa désignation comme évêque de Tréguier, le 21 juin 1646. 
Il est sacré le 18 novembre 1646 à l'abbaye Saint Victor de Paris par Dominique Séguier, évêque de Meaux. 
il favorise les missions menées par le père jésuite Julien Maunoir, aujourd'hui bienheureux, missions auxquelles il ne dédaigne pas de participer. 
En 1654, il est délégué de la Bretagne à l'assemblée du Clergé de France. 
Il fonde et fait édifier le séminaire de Tréguier le 16 mars 1654, l'Hôpital où il installe les sœurs hospitalières, et fait édifier les grands bâtiments de l'hôpital (1662-1667). Il établit enfin les sœurs de la Croix en 1666.
En 1664 et 1665, une procédure l'oppose aux pères dominicains de Morlaix à propos de l'ostension du Saint Sacrement.
Il meurt à Tréguier le 2 février 1679, à l'âge de 74 ans, après 33 ans d'épiscopat.

## Traduction de laDivine Comédie
La Comédie de Dante, de l'Enfer, du Purgatoire et Paradis, mise en ryme françoise et commentée par M. B. Grangier. Paris, Vve Drobet (et J. Gesselin), 1596-1597 (Texte en ligne)